# 加德满都大学
加德满都大学 （英語：Kathmandu University）是一所位于尼泊尔加德满都的公立大学。

## 历史
1991年12月11日成立于尼泊尔加德满都。 2007年6月与河北经贸大学创建尼泊尔首家孔子学院。